# Gruppo dei Sette (artisti)

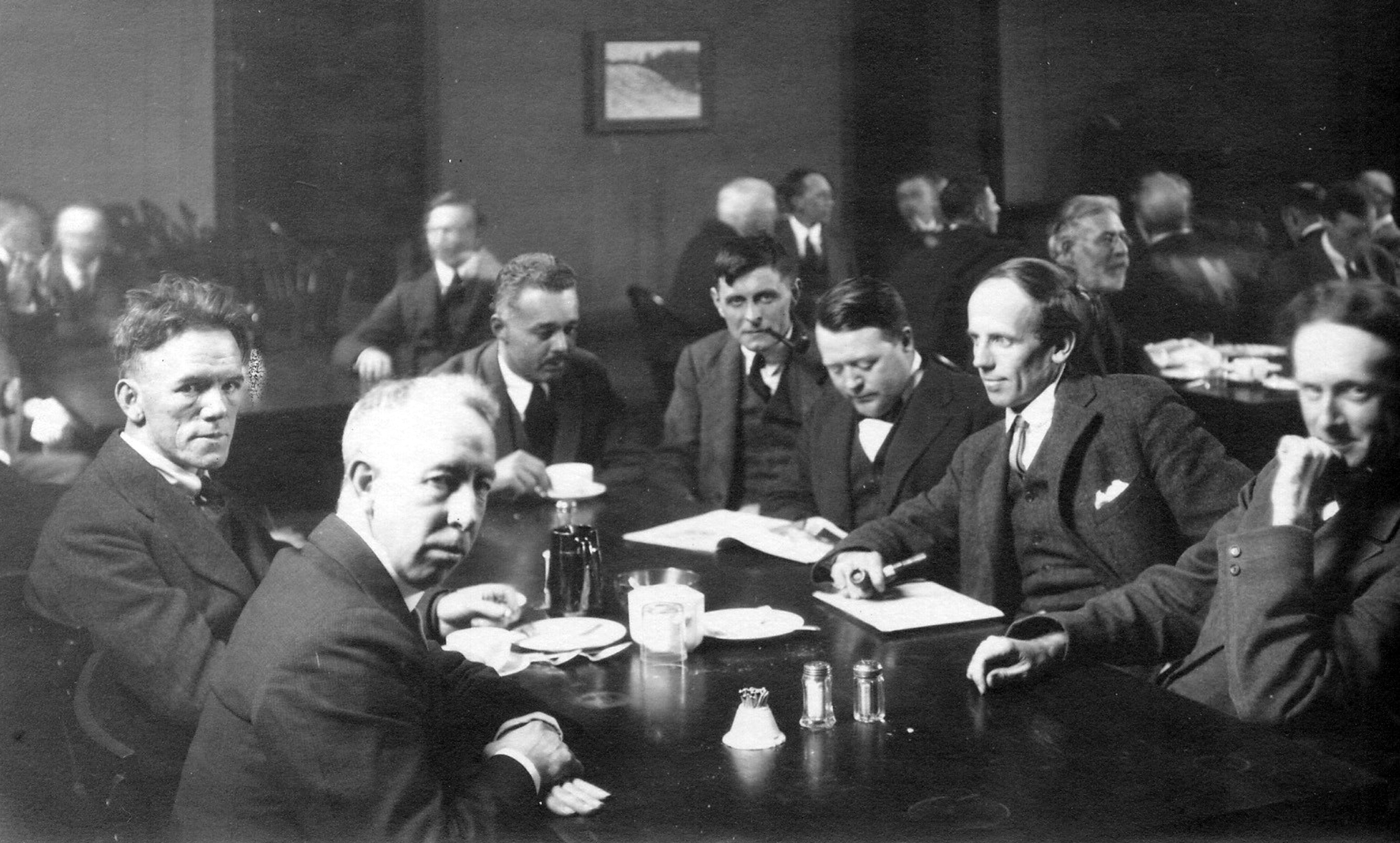
Il Gruppo dei Sette (da sinistra Frederick Varley, A.Y. Jackson, Lawren Harris, Barker Fairley, Frank Johnston, Arthur Lismer, J. E. H. MacDonald

Il Gruppo dei Sette (dall'inglese Group of Seven) fu un sodalizio artistico formato da pittori paesaggisti canadesi legati da una comune visione, che furono attivi dal 1920 al 1933. Fu composto in origine da Franklin Carmichael (1890-1945), Lawren Harris (1885-1970), A. Y. Jackson (1882-1974), Frank Johnston (1888-1949), Arthur Lismer (1885-1969), J. E. H. MacDonald (1873-1932) e Frederick Varley (1881-1969), ma col tempo vi si aggiunsero A. J. Casson (1898-1992), invitato a entrare nel gruppo nel 1926, Edwin Holgate (1892-1977), che ne divenne membro nel 1930, e LeMoine FitzGerald (1890-1956), che si unì al resto del gruppo nel 1932.
Altri due artisti che di solito associati al gruppo anche Tom Thomson (1877-1917) ed Emily Carr (1871-1945). Sebbene Thomson sia morto prima della fondazione ufficiale, la sua figura artistica  esercitò un'influenza significativa sul gruppo. Nel  saggio The Story of the Group of Seven, Lawren Harris dichiara che Thomson era "una parte del movimento ancor prima che lo etichettassimo". Inoltre, lo stesso Thomson aveva realizzato almeno due dipinti che avrebbero avuto un impatto significativa sul gruppo, ovvero The West Wind e The Jack Pine (entrambi realizzati fra il 1916 e il 1917). Viene associata al Gruppo dei sette anche Emily Carr, sebbene non ne fu mai un membro a tutti gli effetti.
Partendo dal presupposto che una distintiva arte canadese potesse essere sviluppata attraverso il contatto diretto con la natura, il Gruppo dei Sette è noto soprattutto per i dipinti ispirati ai paesaggi canadesi e per aver sato vita al primo importante movimento artistico nazionale del Canada. Nel 1933, il Gruppo fu rimpiazzato dall'omonimo gruppo di pittori canadesi, che comprendeva membri dal Beaver Hall Group, insomma a cui il Gruppo dei Sette partecipò a diverse mostre in tutto il mondo.

## Storia

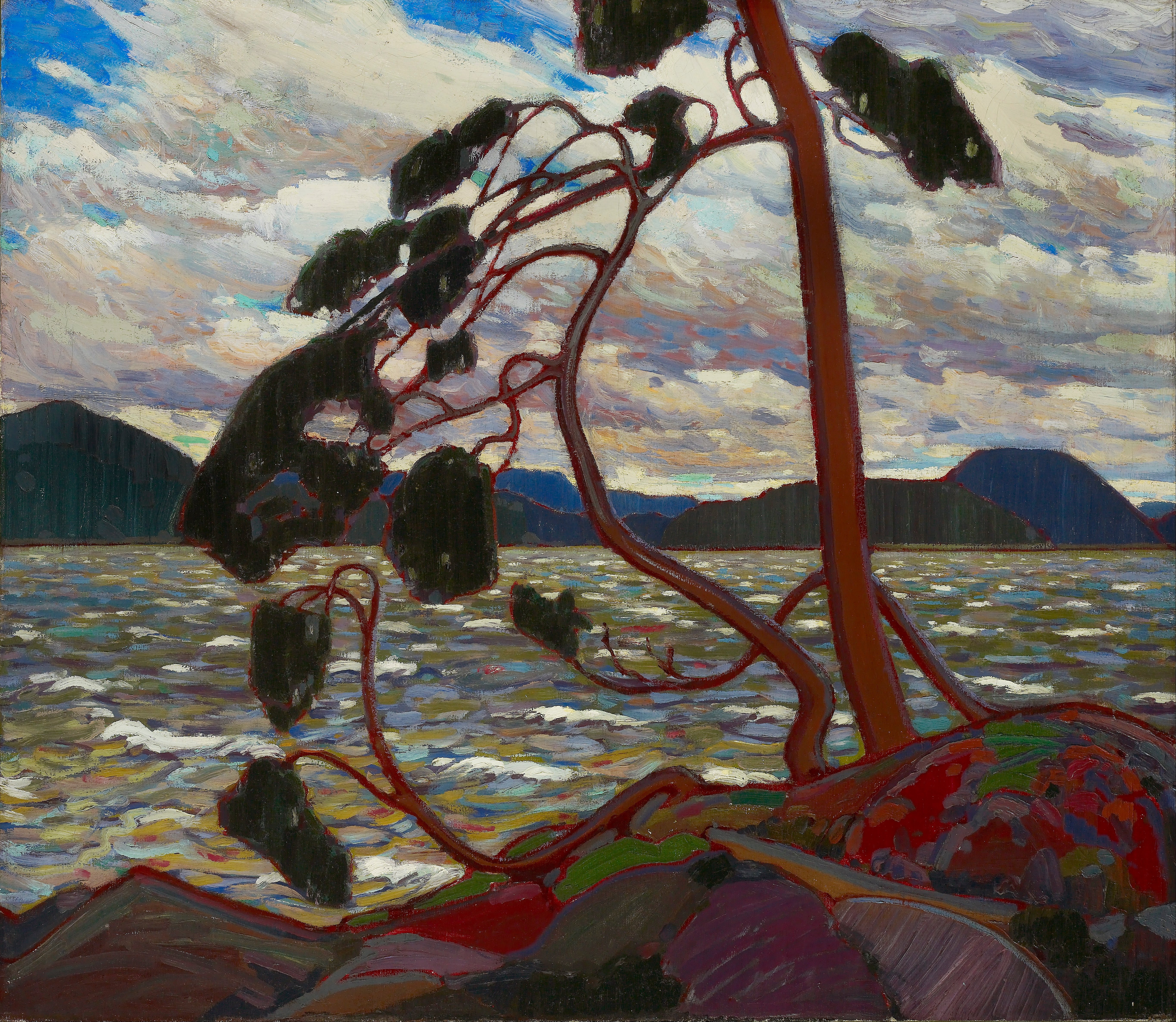
Tom Thomson, The West Wind (1916-7)

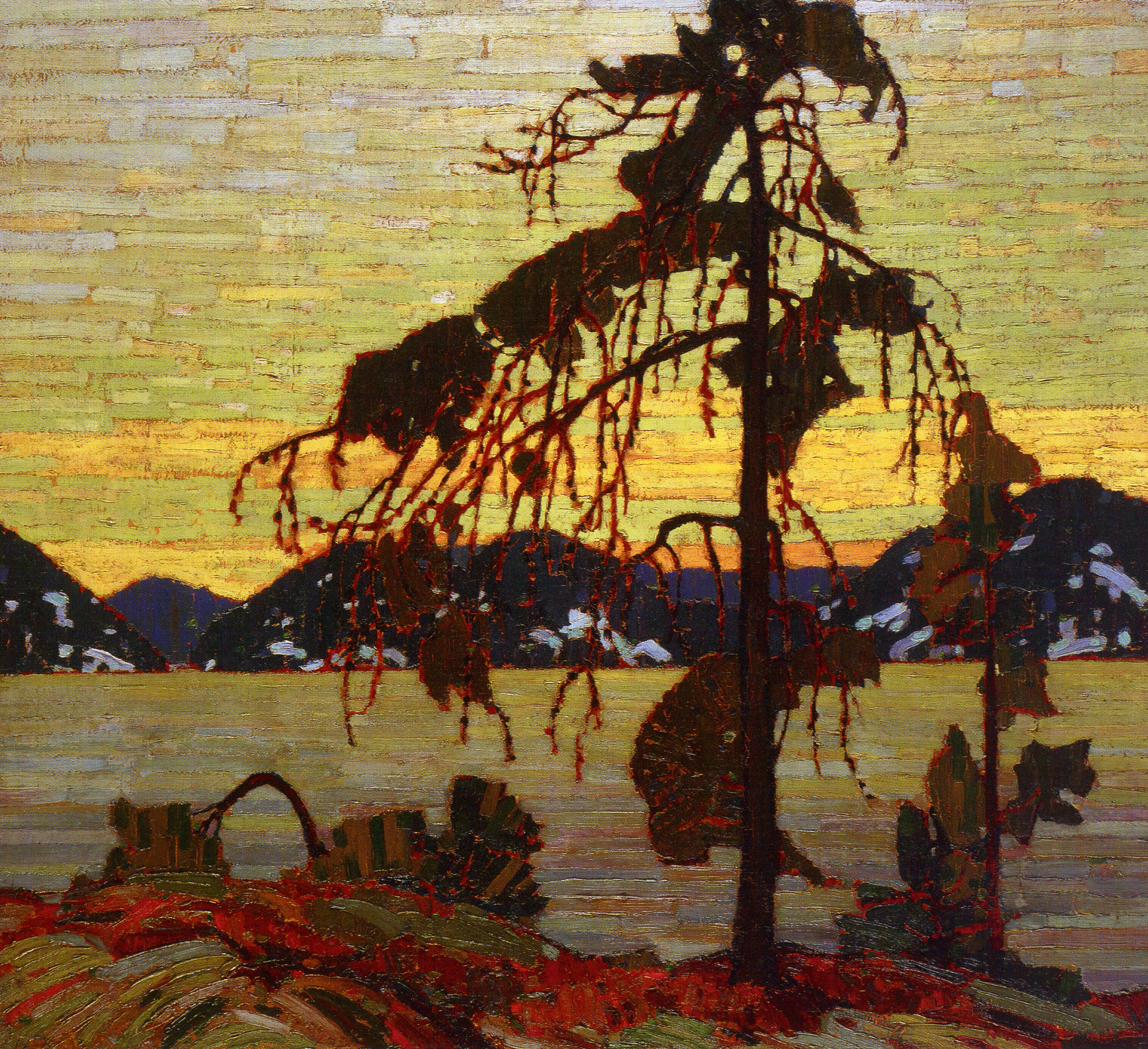
The Jack Pine (1916)

Tom Thomson, J. E. H. MacDonald, Arthur Lismer, Frederick Varley, Frank Johnston e Franklin Carmichael si incontrarono come dipendenti dello studio di design Grip Ltd. di Toronto. Nel 1913 vennero raggiunti da A. Y. (Alexander Young) Jackson e Lawren Harris. Si incontravano spesso all'Arts and Letters Club di Toronto per mettere a confronto le loro opinioni artistiche e condividere le loro opere con gli altri membri.
Questo gruppo ricevette il sostegno monetario da Harris (erede della fortuna dei macchinari agricoli di Massey-Harris) e dal Dr. James MacCallum. Harris e MacCallum costruirono insieme lo Studio Building nel 1914 nella gola di Rosedale, che fungeva da laboratorio e punto d'incontro per il neonato movimento artistico canadese. MacCallum possedeva un terreno a Georgian Bay e Thomson lavorava come guida nel vicino Parco di Algonquin, entrambi luoghi in cui questo gruppo di artisti si recavano spesso per trovare ispirazione.
Il gruppo fu sciolto temporaneamente all'epoca della prima guerra mondiale, durante la quale Jackson e Varley divennero artisti di guerra ufficiali. Jackson si arruolò nel giugno 1915 e prestò servizio in Francia dal novembre 1915 al 1917, periodo in cui venne gravemente ferito. Harris si arruolò nel 1916 e insegnò moschetteria a Camp Borden. Venne dimesso nel maggio 1918 dopo un esaurimento nervoso. Carmichael, MacDonald, Thomson, Varley e Johnston rimasero a Toronto dove furono costretti ad affrontare la situazione economica depressa dovuta al tempo di guerra. Il gruppo subì un ulteriore colpo nel 1917 quando Thomson morì ad Algonquin Park presumibilmente a causa di un colpo alla testa e la sua salma non mostrava segni di annegamento. Le circostanze della sua morte rimangono ancora oggi ignote.
I sette che formarono il gruppo originale si riunirono dopo la guerra. continuarono a viaggiare in tutto l'Ontario, soprattutto nella Municipalità di Distretto di Muskoka e nel distretto di Algoma, disegnando paesaggi e sviluppando tecniche per rappresentarli nell'arte. Nel 1919 decisero di trasformarsi in un gruppo dedicato a una distinta forma d'arte canadese che non esisteva ancora e cominciarono a definirsi Gruppo dei Sette. Non si sa chi avesse scelto specificamente questi sette artisti, ma si ritiene che fu Harris. Nel 1920, gli artisti furono pronti per la loro prima esposizione grazie al costante sostegno e incoraggiamento di Eric Brown, allora direttore della National Gallery. Prima di allora, gli artisti canadesi credevano che i paesaggi della loro terra non fossero degni di essere rappresentati. Le recensioni della mostra del 1920 furono miste, ma con il decennio in corso il gruppo divenne pioniere di una nuova scuola d'arte canadese.
Da quando Frank Johnston lasciò il gruppo nel 1920 per trasferirsi a Winnipeg, A. J. Casson fu invitato a unirsi nel 1926. Franklin Carmichael prese in simpatia Casson e lo incoraggiò a disegnare e dipingere.
Tra i punti di riferimento del Gruppo durante i suoi primi anni vi sono  Barker Fairley, uno dei fondatori della rivista Canadian Forum, e J. Burgon Bickersteth, direttore della Hart House presso l'Università di Toronto.
I membri del gruppo iniziarono a viaggiare per il Canada per trarne ispirazione, attraverso vari territori, tra cui la Columbia Britannica, il Québec, la Nuova Scozia e l'Artide. Poco dopo la sua fondazione, il Gruppo iniziò a sostenere che per venire riconosciuto in quanto "scuola nazionale dei pittori" avrebbe dovuto includere membri all'infuori di Toronto. Di conseguenza Edwin Holgate di Montreal (Québec) e LeMoine FitzGerald di Winnipeg, (Manitoba) divennero membri del movimento rispettivamente nel 1930 e nel 1932.
Il Gruppo esercitò grande influenza nell'arte del Canada dalla fine del 1931. In seguito alla morte di J. E. H. MacDonald nel 1932, i suoi membri non trovarono più la necessità di continuare come gruppo di pittori. Annunciarono che il gruppo era stato sciolto e che sarebbe stata costituita una nuova associazione di artisti, conosciuta come Canadian Group of Painters. Il Canadian Group, che includeva molti dei principali artisti canadesi, tenne la sua prima mostra nel 1933 e continuò a tenerne altre quasi tutti gli anni godendo di buoni riscontri critici fino al 1967.

## Influenza

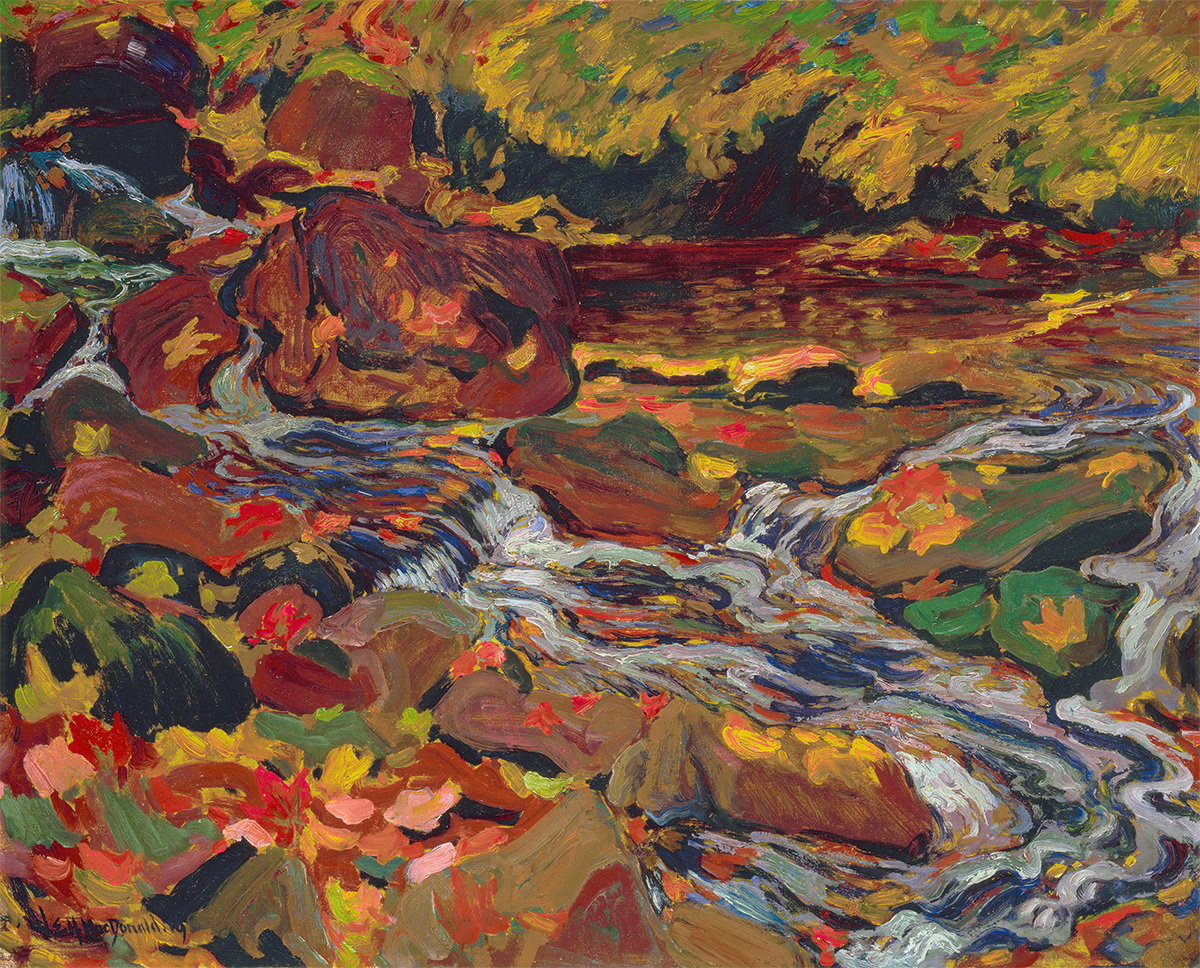
J.E.H. Macdonald, The Wild River (1919)

Nel 1995, la National Gallery of Canada compilò una mostra retrospettiva sul Gruppo dei Sette la cui colonna sonora venne commissionata al gruppo indie rock Rheostatics. Le musiche della mostra furono pubblicate nel loro album Music Inspired by the Group of Seven (1995).
Sei membri del gruppo, A.Y. Jackson, Arthur Lismer, Frederick Varley, Lawren Harris, Frank Johnston e A.J. Casson, così come quattro delle mogli degli artisti, sono sepolti in loco alla Collezione d'arte canadese McMichael nel piccolo lembo di terra consacrata circondata da alberi, con tombe contrassegnate da grandi pezzi dello Scudo canadese.
Lo stile della pittrice contemporanea Rae Johnson è profondamente ispirato a quello del Gruppo dei Sette.

Il Gruppo dei Sette fu bersagliato di critiche per aver rafforzato il concetto di terra nullius nei loro dipinti, che dovrebbero rappresentare aree incontaminate dagli esseri umani sebbene i suddetti luoghi siano stati in realtà vissuti per molti secoli. Questo sentimento fu espresso da Jackson che, nella sua autobiografia del 1958, scrisse:

## Collezioni

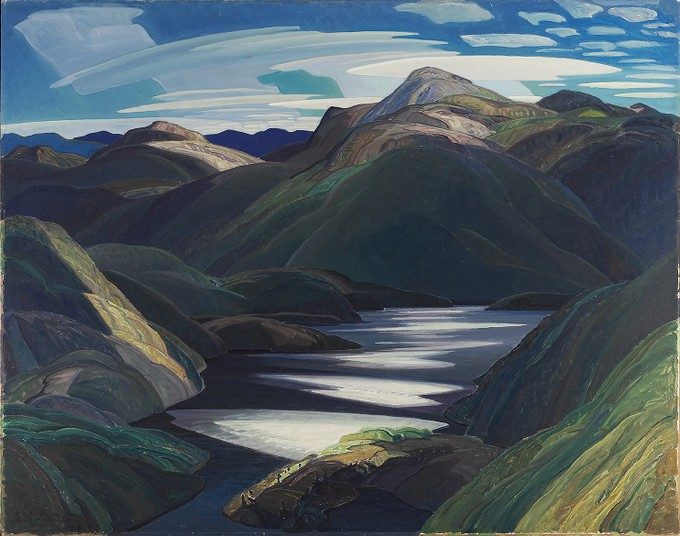
Franklin Carmichael, Light and Shadow (1937)

Grandi collezioni di opere del Gruppo dei Sette si trovano presso l'Art Gallery of Ontario a Toronto, la National Gallery of Canada a Ottawa e la Ottawa Art Gallery, e la McMichael Canadian Art Collection di Kleinburg, nell'Ontario. La National Gallery, sotto la direzione di Eric Brown, fu una delle prime sostenitrici istituzionali di artisti associati al Gruppo, acquistando opere d'arte da alcune delle loro prime mostre prima che si identificassero ufficialmente come Gruppo dei Sette. La Galleria d'arte dell'Ontario, nella sua precedente incarnazione conosciuta come Galleria d'arte di Toronto, fu il sito della loro prima esposizione come il Gruppo dei Sette. La galleria McMichael venne fondata da Robert e Signe McMichael che, nel 1955, iniziarono a collezionare dipinti del Gruppo dei Sette e dei loro contemporanei.